# Sedum onychopetalum
Sedum onychopetalum är en fetbladsväxtart som beskrevs av Fröderstr.. Sedum onychopetalum ingår i Fetknoppssläktet som ingår i familjen fetbladsväxter. Inga underarter finns listade i Catalogue of Life.